# Jean Harzic
Jean Harzic, né le 4 juillet 1936 en Algérie et mort le 23 juillet 2009 , est un professeur français et dirigeant de l'Alliance française.

## Études
Après des études d’anglais à la faculté des lettres d'Alger, il est lecteur en Grande-Bretagne et est reçu à l’agrégation d’anglais en 1959.

## Professeur
Il enseigne d'abord au lycée Saint-Charles de Marseille et à l’université d’Aix-en-Provence, avant de devenir, après deux années de mobilisation en Algérie, pensionnaire de la Fondation Thiers et attaché de recherche au CNRS. 
Il est ensuite de 1966 à 1969 conseiller culturel adjoint à New York, puis à Wellington, en Nouvelle-Zélande, de 1969 à 1971.
Il entame en 1971 une fructueuse collaboration avec l’Alliance française d'abord comme délégué général de l’Alliance française de Paris en Argentine et au Paraguay (1971-1978) puis au Brésil (1978-1982) avant de mettre en place jusqu'en 1988 la nouvelle délégation générale créée aux États-Unis.
Il est élu en 1988 année secrétaire général de l’Alliance française de Paris, poste qu’il occupera jusqu’en 2001.

## Publications
Outre divers articles, il est l'auteur d'une étude sur Faulkner publiée chez Bordas (Univers des lettres) en 1973.